# Suzuka, Mie
Suzuka (鈴鹿市 (Linh Lộc thị) Suzuka-shi) là thành phố thuộc tỉnh Mie, Nhật Bản. Tính đến ngày 1 tháng 10 năm 2020, dân số ước tính thành phố là 195.670 người và mật độ dân số là 1.000 người/km2. Tổng diện tích thành phố là 194,5 km2.

## Địa lý

### Đô thị lân cận
- Mie
  - Yokkaichi
  - Tsu
  - Kameyama
- Shiga
  - Kōka